# Montélimar
Montélimar (okcitansko Monteleimar) je mesto in občina v jugovzhodnem francoskem departmaju Drôme regije Rona-Alpe. Leta 2008 je mesto imelo 36.194 prebivalcev.
Montélimar se šteje za enega od svetovnih središč izdelave nougata.

## Geografija
Kraj, imenovan "vrata Provanse", leži v pokrajini Daufineji v dolini Rone na sotočju rek Jabron in Roubion, med Valence na severu in Avignonom na jugu.

## Uprava
Montélimar je sedež dveh kantonov:
- Kanton Montélimar-1 (severni del občine Montélimar, občina Ancône: 18.549 prebivalcev),
- Kanton Montélimar-2 (južni del občine Montélimar, občine Allan, Châteauneuf-du-Rhône, Espeluche, Malataverne, Montboucher-sur-Jabron, Portes-en-Valdaine, Puygiron, Rochefort-en-Valdaine, La Touche: 22.087 prebivalcev).

Kantona sta sestavna dela okrožja Nyons.

## Zgodovina
Ozemlje Montélimarja je bilo naseljeno že v galskem obdobju. Pod Rimljani je naselbina, znana kot Acumum, dobila novo podobo, ko je bilo zgrajenih več zgradb, med drugim bazilika, akvedukt, kopališče in forum. V srednjem veku je nad mestom vladala družina Adhémar, ki je na prevladujočem mestu nad njim postavila grad Château des Adhémar.

## Zanimivosti
- srednjeveški grad Château des Adhémar iz 11. in 12. stoletja,
- Center sodobne umetnosti,
- romanska kapela Notre-Dame de la Rose,
- vrata sv. Martina,
- la tour de Narbonne,
- muzejska palača bonbonov in nougata.

## Pobratena mesta
- Aberdare (Wales, Združeno kraljestvo),
- Managua (Nikaragva),
- Nabeul (Tunizija),
- Racine (Wisconsin, ZDA),
- Ravensburg (Baden-Württemberg, Nemčija)
- Rivoli (Piemont, Italija).